# Курахи
Курахи — покинутый аул в Галанчожском районе Чеченской Республики.

## География
Расположен недалеко от правого берега реки Гешихи, к югу от районного центра Галанчож.
Ближайшие развалины бывших аулов: на северо-востоке — аулы Очаки и Никарой на северо-западе — аулы Кереты, Бицы и Зенгали, на юго-востоке — аулы Узны и Бурты, на юге — аулы Гимрой и Мештерой, на юго-западе — аулы Нижний Кий и Верхний Кий.

## История
Аул Курахи ликвидирован в 1944 году во время депортации чеченцев. После восстановления Чечено-Ингушской АССР чеченцам было запрещено возвращаться в свои исконные районы: Галанчожский, Шатойский и Итум-Калинский.